# Akita Toshisue
Akita Toshisue est un nom japonais traditionnel ; le nom de famille (ou le nom d'école), Akita, précède donc le prénom (ou le nom d'artiste).
Akita Toshisue (秋田 俊季, 1598-14 février 1649) est un daimyo de l'époque d'Edo, fils d'Akita Sanesue. Au service des Tokugawa, il reçoit en 1645 le domaine de Miharu (dans la province de Mutsu) d'un revenu de 50 000 koku.

## Source de la traduction
- (en) Cet article est partiellement ou en totalité issu de l’article de Wikipédia en anglais intitulé « Akita Toshisue » (voir la liste des auteurs).